# Berings sundsbron

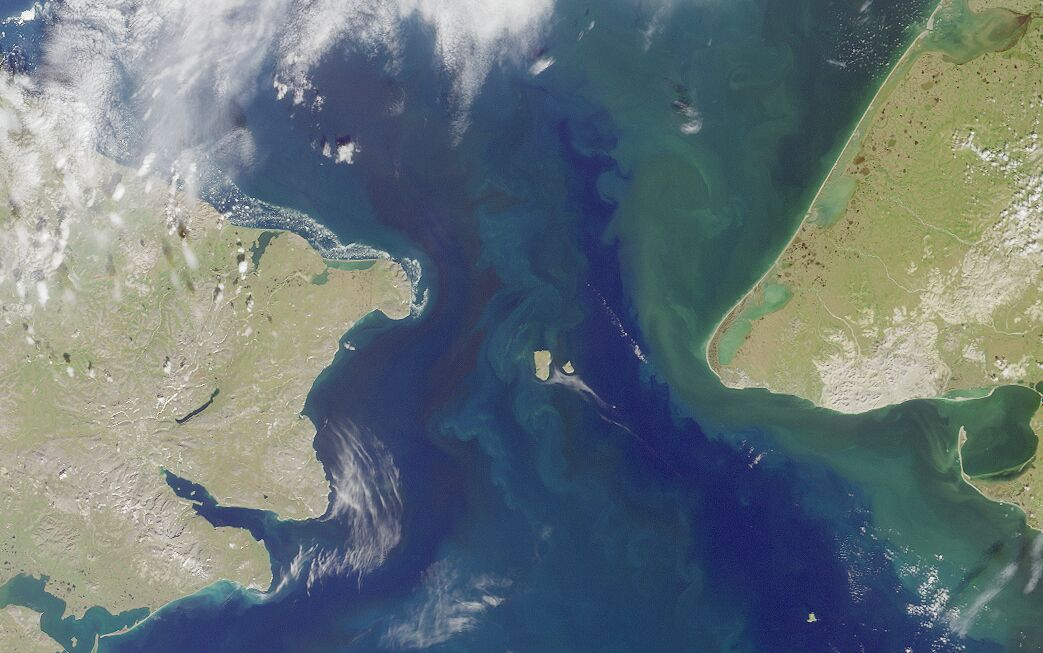
Berings sund.

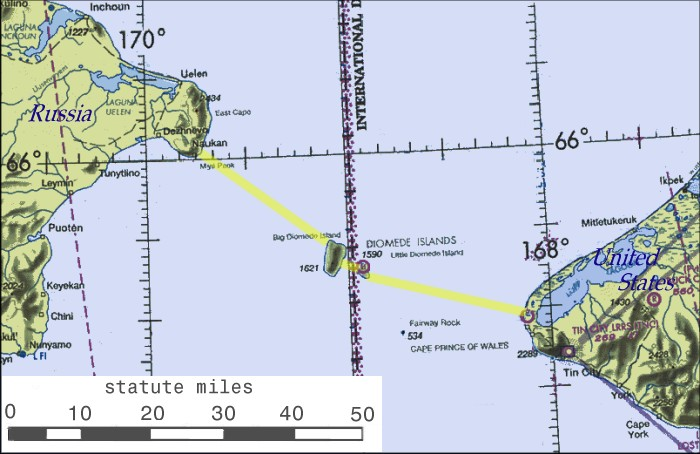
Berings sundsbrons eventuella vägdragning.

Berings sundsbron är en idé om att bygga en bro, alternativt en tunnel, över Berings sund. Den skulle då gå mellan den amerikanska delstaten Alaska och det ryska området Tjuktjien. De första planerna är från år 1905. Planerna från år 2007 är en del av en runt 6000 km lång väg mellan Jakutsk och Alaska, såväl som en höghastighetsjärnväg, och skulle innehålla även en motorväg, strömledningar, pipelines och datakablar. Själva bron eller tunneln skulle bli runt 80 km, uppdelad på två delar, via Diomedeöarna i mitten av sundet. Bron är av allt att döma åtskilliga årtionden, kanske århundraden från förverkligande. Regeringarna har inte utrett förbindelsen närmare, det är olika organisationer, press och privatpersoner som lagt förslag.

## Förslag

### Tidiga förslag
William Gilpin, guvernör i Colorado, föreslog runt år 1890 en järnväg mellan USA och Ryssland via Berings sund. Förslag har även förekommit senare, bland annat i examensarbeten.
Redan 1905 godkände tsaren en järnväg till Alaska, en fortsättning på Transsibiriska järnvägen, dock påbörjades den aldrig. 1920–1960 byggdes en 300 mil lång väg (M56) från Transsibiriska järnvägen till Magadan, dock inte med tanke på en bro över Berings sund. Vägen är en grusväg. Det fattas mer än 200 mil till Berings sund.

### Intercontinental Peace Bridge
Intercontinental Peace Bridge var namnet på en idé från mitten av 1980-talet om att binda samman dåvarande Sovjetunionen med USA via en 90 kilometer lång bro över Berings sund. Den kinafödde amerikanske ingenjören och arkitekten Tung-Yen Lin presenterade ritningar på hur en sådan bro skulle kunna konstrueras. Något arbete eller beslut om att bygga bron fattades aldrig och det fanns varken från USA eller Sovjetunionen uppdrag att konstruera eller projektera den.
För Tung-Yen Lin var bron ett fredsprojekt och en uppvisning i hur tekniken och människans energi kunde användas för att bygga och konstruera istället för att förstöra. Bron skulle om den byggts, förutom att ha knutit samman de båda supermakterna, gjort det möjligt att åka tåg mellan Buenos Aires och Kapstaden (om man byggt lite mer järnväg i Afrika) och bundit samman Europa, Afrika, Asien, Nord- och Sydamerika med varandra landvägen (om man byggt lite mer järnväg i Centralamerika).
Bron var konstruerad av Lin för att bestå av tre våningar; längst ner pipelines för naturgas och olja, en mittdel skyddad av väggar och tak för snabbtåg och en öppen del högst upp med sommaröppen motorväg. Bron skulle ha behövt 220 pelare formade som skroven på en isbrytare för att stå emot de enorma krafterna från isarna.

### Fler förslag
Populärvetenskaplig press och TV, särskilt i USA, har beskrivit projektet med jämna mellanrum.

### Rysk tunnel
Ett ryskt förslag från 2000-talet kallat TKM-World Link innebär byggande av 600 mil väg inklusive en tunnel under sundet. Det var inget regeringsförslag utan en lobbyistorganisations förslag. Rysslands trafikminister Aksjonenko har sagt om den att man nog åker till Mars innan man åker till Alaska.

## Verklighet
Att uppföra bron hade blivit ett av världens största och mest komplicerade projekt och hade tagit tiotals år att färdigställa eftersom arbetet bara hade kunnat ske under några sommarmånader. Det finns för närvarande inga kända planer på att realisera projektet, framförda av någon regering eller annan som kan finansiera det. Kostnadsuppskattningar på själva bron varierar mellan 100 och 600 miljarder svenska kronor.
Man skulle kunna börja med att bygga vägar till sundet, och ha en färjelinje, åtminstone under sommaren.
Idag (2007) finns varken färjelinje eller planer på det de närmaste åren. Det finns inte ens någon väg till sundet från huvudvägnätet från någondera sidan. I Alaska krävs runt 1000 km väg, och först från 2009 har man börjat diskutera en sådan väg (kostnad 15–20 miljarder svenska kronor), även om det är långt från beslut. I Ryssland är närmaste väg minst 2000 km bort.
Närmaste järnväg är sträckan Anchorage–Fairbanks, som dock saknar förbindelse med andra järnvägar. Närmaste järnväg med sådan förbindelse är mer än 3000 km bort på både ryska och amerikanska sidan. Att köra lastbil mellan dem (om en väg byggdes) skulle vara minst 7000 km och ta minst 10 dagar. Det finns åtminstone containerfartygsförbindelse mellan Seattle och Vladivostok, som dock båda ligger mycket långt från Berings sund. Ett järnvägsbygge skulle kosta bortåt 200 miljarder svenska kronor; till exempel kostade den ryska järnvägen Bajkal Amur Magistral på 4300 km drygt 100 miljarder svenska kronor redan på 1970-/1980-talet.
Det har hänt en del på den ryska sidan efter 2000. Järnvägsbygget till Jakutsk återstartades 2005 efter att ganska lite hänt under lång tid och den väntas bli klar till Jakutsk år 2013, varifrån det är 2800 km till Berings sund. Det finns planer på en fortsättning. Vägen Jakutsk-Magadan, byggd under 1930-talet, har upprustats så den blivit farbar även när isen inte bär. Fortfarande är det mycket kvar innan det finns väg till sundet men något har ändå hänt.
Flyg är enda sättet att ta sig fram i regionen. Den enda flyglinje som korsar sundet är Petropavlovsk-Kamtjatskij–Anchorage (orterna ligger långt från Berings sund), med en flygning per vecka. Dessutom finns enstaka charterflygningar på sommaren över sundet. Ett hinder för genomförandet är rysk byråkrati eftersom det är ett särskilt militärskyddsområde som kräver speciella tillstånd. Det finns inte heller några anläggningar utbyggda för turister.